# Merana
Merana is een gemeente in de Italiaanse provincie Alessandria (regio Piëmont) en telt 181 inwoners (31-12-2004). De oppervlakte bedraagt 9,3 km², de bevolkingsdichtheid is 19 inwoners per km².

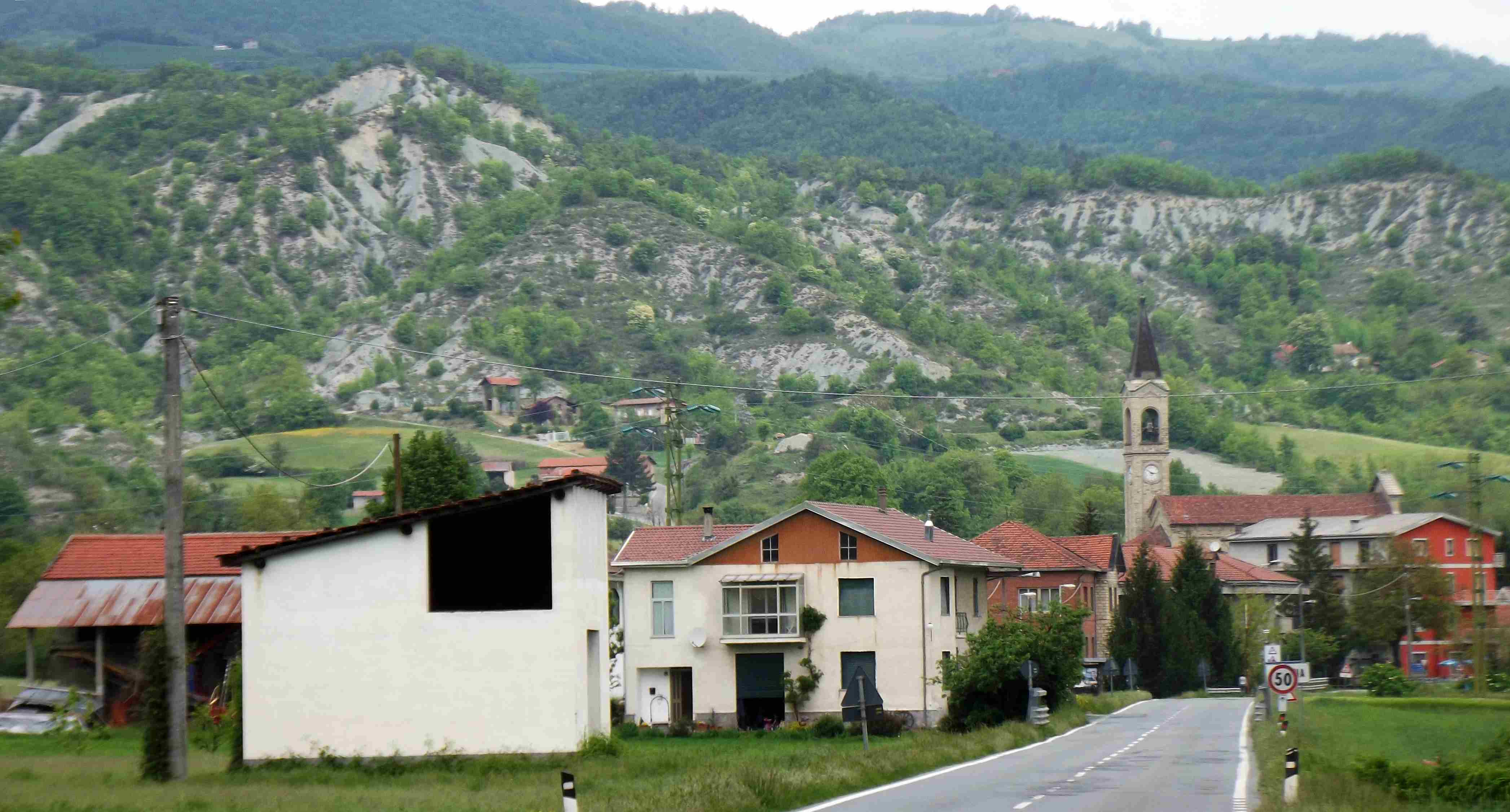
Merana
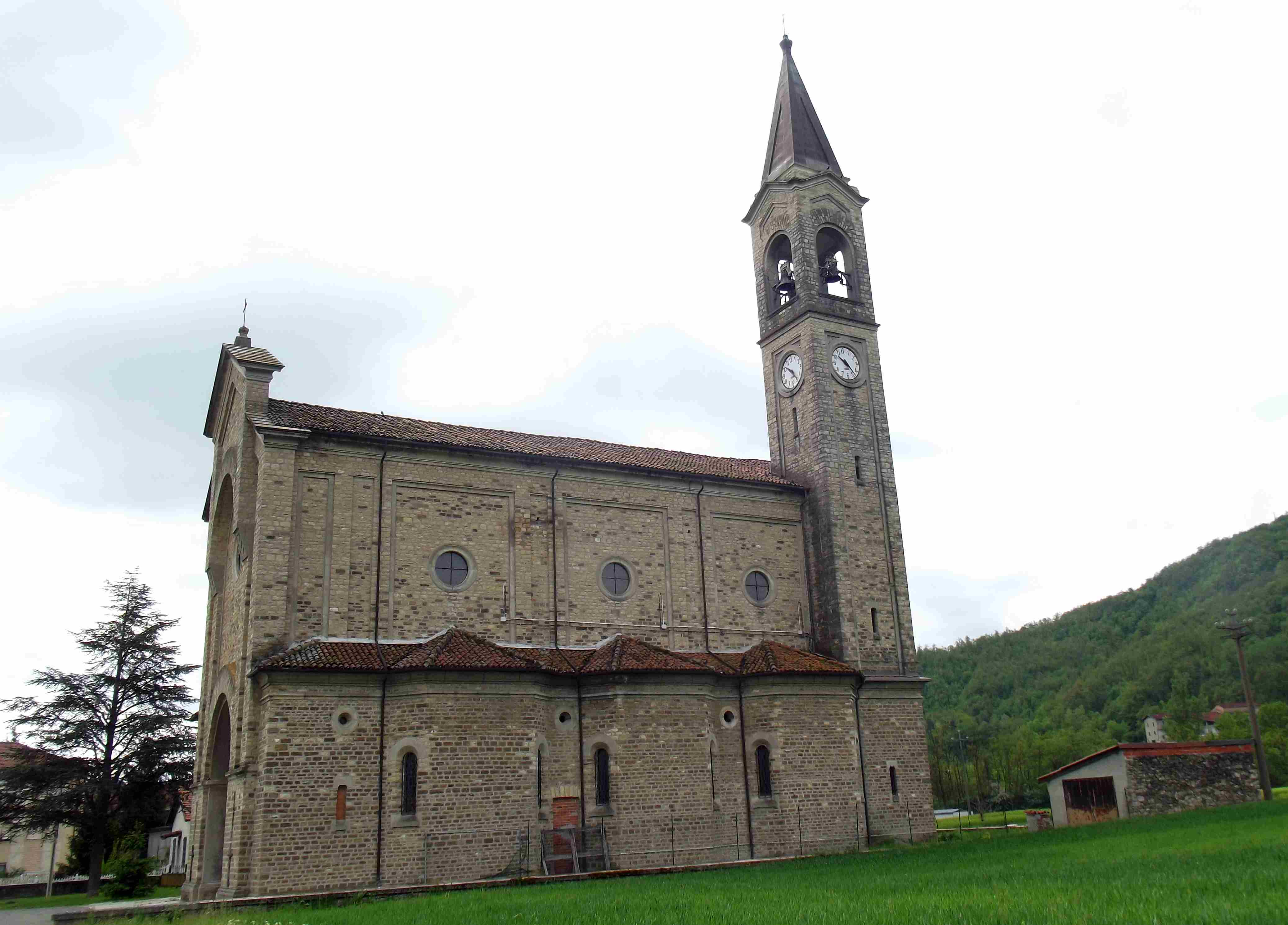
Parochiekerk van Merana
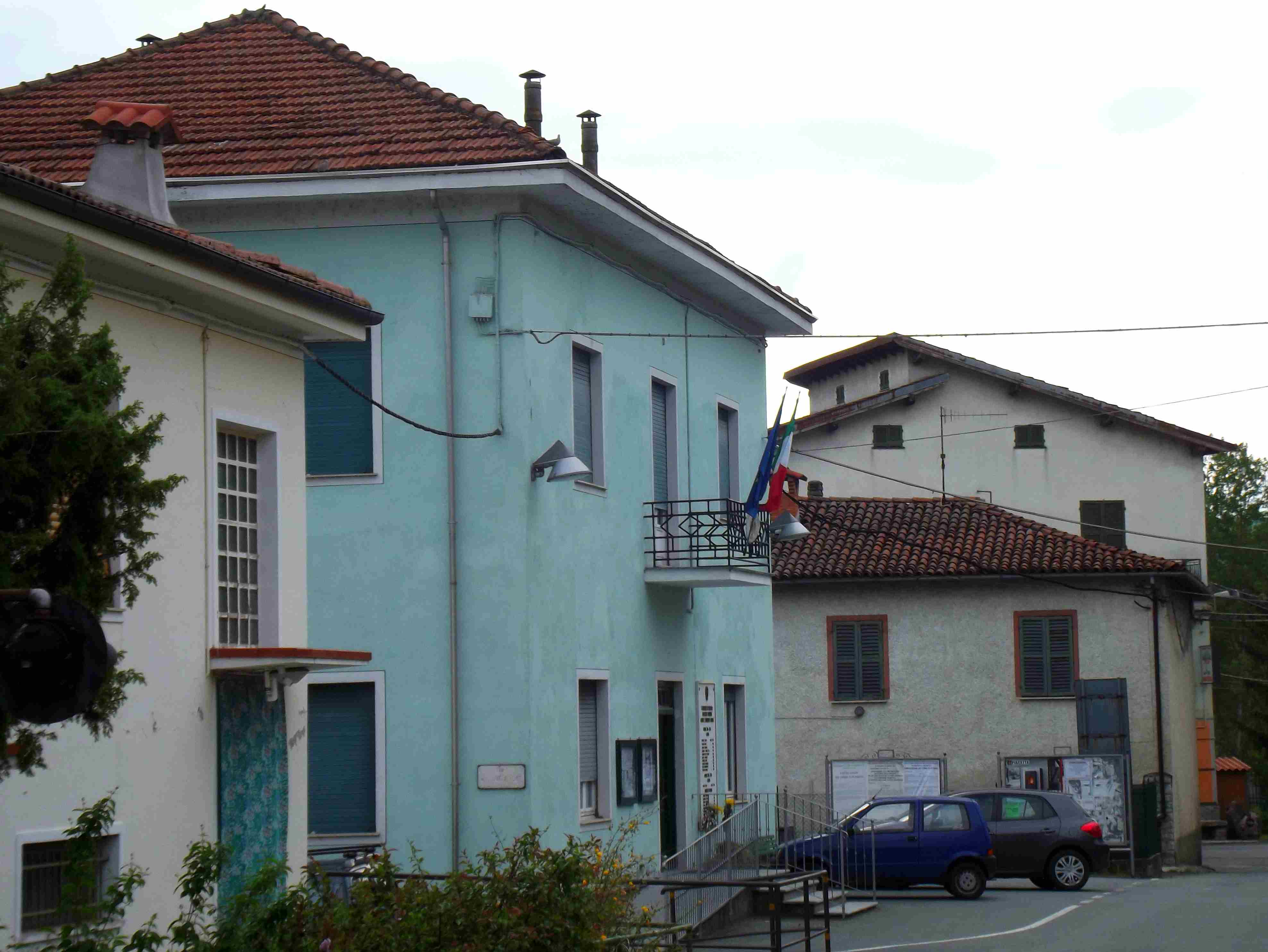
Gemeentehuis

## Demografie
Merana telt ongeveer 94 huishoudens. Het aantal inwoners daalde in de periode 1991-2001 met 4,6% volgens cijfers uit de tienjaarlijkse volkstellingen van ISTAT.
| Jaar | Inwoneraantal |
| ---- | ------------- |
| 1991 | 194           |
| 2001 | 185           |

## Geografie
Merana grenst aan de volgende gemeenten: Piana Crixia (SV), Serole (AT), Spigno Monferrato.